# Шелковський район
Шелковський район (чеч. Шелковскан кӀошт, рос. Шелковской район) - адміністративна одиниця у складі Чеченської республіки Російської Федерації.
Шелковський район розташований у північно-східній частині Чечні, на рівнинному рельєфі, на північному сході культурно-історичного регіону Терщини з мішаним українсько-російським етнічним складом. Район утворений 1923 року. У складі Чечні - з 1957 року (спершу Грозненської області, відтак - Чечено-Інгушетської АСРС) Населення становить 57 602 осіб. Площа - 3000 км². У районі розташовані 26 сільських населених пунктів (сіл та станиць), які підпорядковані 19 сільським поселенням.

## Населення
Національний склад населення району:
|                           | Перепис 1989 року | Перепис 2002 року | Перепис 2010 року |
| ------------------------- | ----------------- | ----------------- | ----------------- |
| Все населення             | 45 011            | 50 233            | 53 548            |
| Чеченці                   | 16 876 (37,5 %)   | 37 714 (75,1 %)   | 43 459 (81,16 %)  |
| Ногайці                   | 6 620 (14,7 %)    | 3 504 (7 %)       | 3 268 (6,10 %)    |
| Росіяни                   | 14 180 (31,5 %)   | 3 992 (7,9 %)     | 2 901 (5,42 %)    |
| Кумики                    | 1 791 (4 %)       | 1 702 (3,4 %)     | 1 640 (3,06 %)    |
| Татари                    |                   | 643 (1,3 %)       | 760 (1,42 %)      |
| Аварці                    | 1 866 (4,1 %)     | 1 538 (3,1 %)     | 639 (1,19 %)      |
| Даргинці                  |                   |                   | 233 (0,44 %)      |
| Лезгини                   |                   |                   | 131 (0,24 %)      |
| Українці                  | 276 (0,6 %)       | 55 (0,1 %)        | 24 (0,04 %)       |
| Вірмени                   | 46 (0,1 %)        | 27 (0,1 %)        | 21 (0,04 %)       |
| Інгуші                    | 117 (0,3 %)       | 36 (0,1 %)        | 12 (0,02 %)       |
| Інші та ті, що не вказали | 3 239 (7,2 %)     | 1 022 (1,9 %)     | 460 (0,86 %)      |